# Anomis rubida
Anomis rubida är en fjärilsart som beskrevs av William Schaus 1911. Anomis rubida ingår i släktet Anomis och familjen nattflyn. Inga underarter finns listade i Catalogue of Life.